# Jean-Sébastien Giguère
Jean-Sebastien Giguère, född 16 maj 1977 i Montréal i Québec, är en kanadensisk före detta professionell ishockeymålvakt som senast spelade för Colorado Avalanche i NHL.

## Spelarkarriär
Jean-Sébastien Giguère spelade totalt fyra säsonger i ligan QMJHL för lagen Verdun Collège-Français samt Halifax Mooseheads.
Giguère draftades av Hartford Whalers i första rundan och som 13:e spelare totalt 1995. Det blev dock bara 8 matchers för Whalers innan han den 25 augusti 1997 blev trejdad till Calgary Flames där det mest blev speltid i farmarlaget Saint John Flames.
10 juni 2000 blev Giguère trejdad till Anaheim Mighty Ducks där det blev spel i nio säsonger framöver.
Säsongen 2006–2007 vann Giguère Stanley Cup med Ducks efter en matchserie mot Ottawa Senators. Samma år föddes också Giguères son Maxime-Oliver.
Giguère trejdades till Toronto Maple Leafs 31 januari 2010 i utbyte mot Vesa Toskala och Jason Blake. Tre dagar senare spelade han sin första match för Maple Leafs och höll nollan direkt och motade 30 skott mot New Jersey Devils. I sin andra match höll han nollan igen och blev den första målvakt i ligan att hålla nollan på sina två första matcher. Den andra säsongen med Maple Leafs drogs Giguère med skadebekymmer vilket gjorde det endast blev 33 matcher spelade säsongen 2010–2011.
1 juli 2011 värvades Giguère som free-agent till Colorado Avalanche som behövde en rutinerad andramålvakt bredvid Semyon Varlamov.

## Meriter
- Conn Smythe Trophy 2003
- Best NHL Player ESPY Award 2003
- Stanley Cup 2007
- NHL All-Star Game 2009

## Privatliv
Jean-Sébastien Giguère är onkel till ishockeyforwarden Alexandre Fortin som spelar inom organisationen för Chicago Blackhawks.